# 319e régiment d'infanterie
Le 319e régiment d'infanterie (319e RI) est un régiment d'infanterie de l'Armée de terre française constitué en 1914 avec les bataillons de réserve du 119e régiment d'infanterie.
À la mobilisation, chaque régiment d'active créé un régiment de réserve dont le numéro est le sien plus 200.

## Création et différentes dénominations
- Août 1914 : 319e régiment d'infanterie

## Historique des garnisons, combats et batailles du319eRI

### Première Guerre mondiale

#### Affectations
Il fait partie de la 105e brigade de la 53e division d'infanterie de réserve, d'août 1914 à novembre 1918.

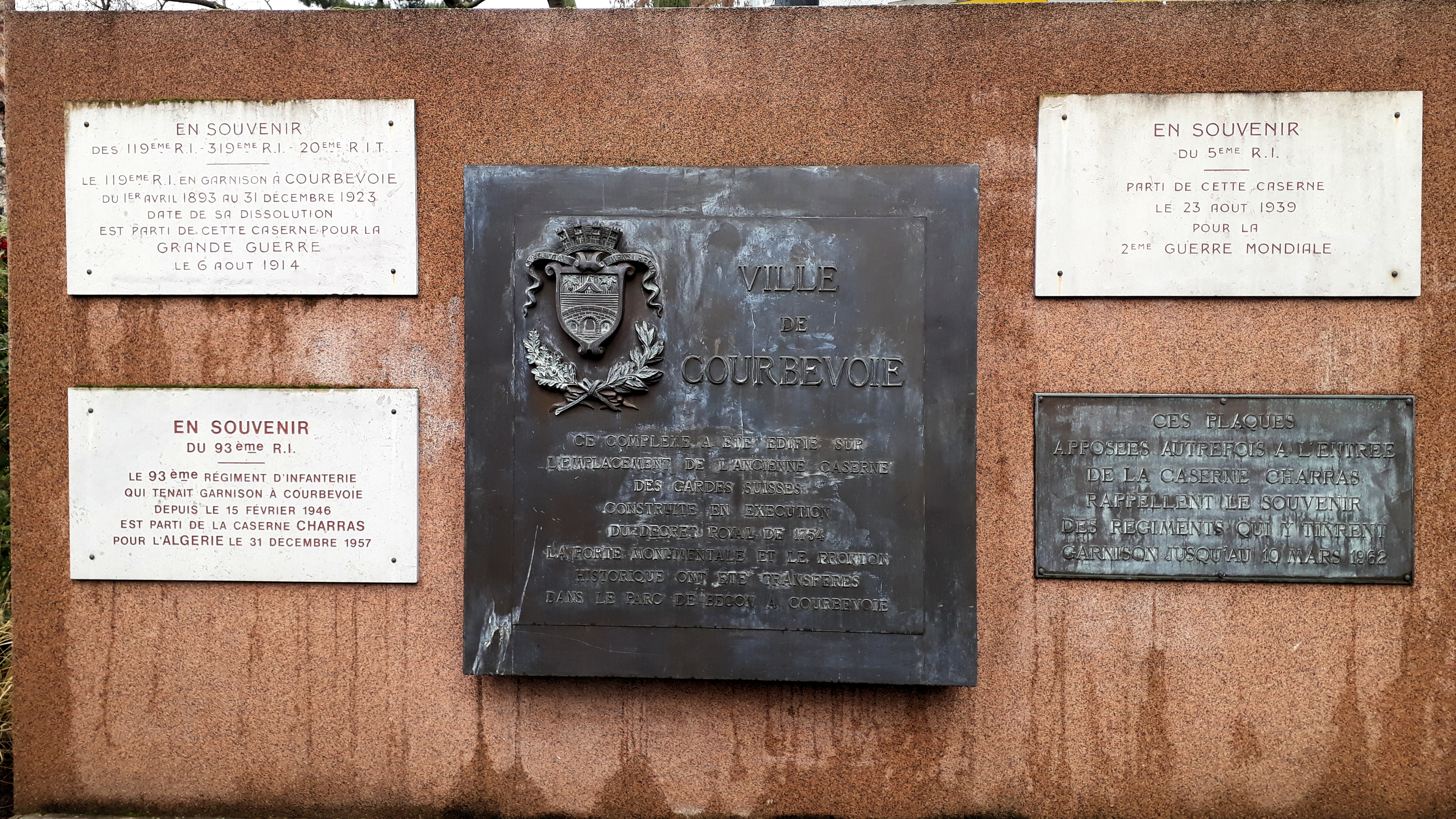
Plaque commémorative devant le centre commercial Charras (en 2018)

#### 1914
- En 1914, le régiment a pour casernement Lisieux et la caserne Charras à Courbevoie.
- le 29 août : Bataille de Guise.
- du 5 au 12 septembre : Bataille de la Marne.
- octobre : secteur de la Marne.
- novembre - décembre : secteur de la Somme.

#### 1915
- janvier - avril : secteur de la Somme.
- mai - juin : Bataille de l'Artois.
- juillet - août : secteur des Vosges.
- 25 septembre-6 octobre : seconde bataille de Champagne
- novembre - décembre : secteur de l'Oise.

#### 1916
- janvier - avril : secteur de l'Oise.
- juillet : Bataille de la Somme.

septembre - décembre : secteur de l'Oise.

#### 1917
- janvier - mars : secteur de Champagne.
- août - décembre : secteur du Chemin des Dames.

#### 1918
- secteur de l'Aisne.

## Drapeau
Il porte, cousues en lettres d'or dans ses plis, les inscriptions suivantes :
- Noyon 1918
- Champagne 1918

## Personnalités ayant servi au319eRI
- Émile Rimaud (1860-1919)
- Frédéric Duval (1876-1916), sergent au régiment tué le 20 juillet 1916 à Estrée-Deniécourt. Son nom est inscrit au Panthéon parmi les 560 écrivains morts au combat pendant la Première Guerre mondiale.
- Jacques Chastellain (1885-1965)